# Derovatellus marmottani
Derovatellus marmottani is een keversoort uit de familie waterroofkevers (Dytiscidae). De wetenschappelijke naam van de soort is voor het eerst geldig gepubliceerd in 1940 door Guignot.